# Gadessa
Gadessa là một chi bướm đêm thuộc họ Crambidae.

## Các loài
- Gadessa albifrons Moore, 1886
- Gadessa nilusalis (Walker, 1859)
- Gadessa ossea Butler, 1889